# Parrilla de programación
Una parrilla de programación o grilla de programación es en el ámbito de los medios de comunicación, en particular en la televisión y la radio, el conjunto de programas de una emisora durante un período determinado. Por lo general, el horario indica el tiempo de transmisión, el título y el tipo de programa, más cualquier otra información.
Si consideramos la televisión o la radio como un dispositivo que ofrece la disponibilidad tecnológica para una emisión continua de mensajes audiovisuales.
Los programas típicamente se repiten cada semana, por lo que una parrilla suele definirse semanalmente.

## Características
La parrilla de programación contiene aquellos programas que tienen un tiempo pactado de emisión. Según el tipo de proyecto audiovisual, en la parrilla, podemos encontrar:
- Series de televisión: El tiempo pactado que una serie permanece en emisión en la parrilla, se clasifica en:
- Capítulos: Es la división en fragmentos de duración determinada (generalmente de 50min) que constituye este tipo de productos.
- Temporadas: Es la agrupación total de los capítulos. Su duración suele ser de un año televisivo (constituido de 23 capítulos por temporada, generalmente).
- Películas: Generalmente suelen ser películas ya estrenadas con anterioridad en el cine, aunque no siempre es así, pues podemos encontrar (rara vez) películas de emisión solo en televisión. En este caso estaríamos hablando de las “TV-movies” o “miniseries”. Las miniseries, son aquellos productos audiovisuales que se producen con una duración más corta de lo normal (120 min, aprox.) y que se suelen emitir en dos, o incluso tres partes, clasificándolos como capítulos.
- Programas: Referidos generalmente a programas de entretenimiento o programas del corazón.
- Informativos: Son boletines noticiarios que aparecen periódicamente, donde se emiten noticias de interés público.Normalmente se les clasifica en cuatro horarios: de mañana (entre las 6:00 y 12:00); de tarde (12:00 a 18:00), central (de 18:00 a 22:00) y de trasnoche (de 22:00 a 2:00).

La parrilla audiovisual suele tener un horario de emisión clave, denominado estelar o en inglés "prime-time", que es el de mayor audiencia. Según el medio, ese horario estelar varía. En televisión abierta, lo más habitual es que el horario estelar se defina de noche, aproximadamente de 18:00 a 0:00, tras la jornada laboral. Las cadenas colocan su programación más importante en ese horario para obtener la mayor audiencia.

## Proceso de construcción

### El plano plurianual
Se han establecido varios parámetros básicos durante varios años, como los géneros de televisión, las horas de transmisión para cada tipo de televisión y para los diferentes intervalos de tiempo, así como el uso de las primeras transmisiones y réplicas. Con base en el plan plurianual, las políticas editoriales de producción y compra están orientadas. Los elementos básicos de la programación multianual son:
- Líneas editoriales: estrategia de programación y comunicación para identificar valores y contenidos también a través de la búsqueda de un posicionamiento de las marcas de la red.
- Análisis de las tendencias socioculturales, el gusto, el consumo y el mercado potencial (investigación de mercado): la investigación de mercado y el análisis de los datos de escucha definen el contexto ambiental (tendencias socioculturales y hábitos de comportamiento de las personas) y el entorno competitivo. referencia (tendencia de oferta y consumo de televisión por género).

### El plano anual
A nivel anual se presenta un plan de transmisión detallado en el que todo vuelve (horas de transmisión, presupuesto...). Es necesario definir los géneros y (cuando sea posible) los títulos que se incluirán en el calendario. Necesitamos calibrar el posicionamiento de las redes en relación con las líneas editoriales y definir el esquema de oferta para que sea compatible con la oferta del sistema.

### Temporadas de televisión
El año televisivo se divide en cuatro categorías principales: el período de invierno (desde principios de diciembre hasta mediados de febrero); el período de garantía de primavera (desde mediados de febrero hasta mayo); el período de verano (de junio a mediados de septiembre); el período de garantía de otoño (desde mediados de septiembre hasta noviembre). Esta subdivisión está confirmada por las políticas comerciales de las principales compañías de ventas de publicidad.
Dado que los períodos de garantía son los más interesantes desde el punto de vista comercial debido al marcado interés de los inversores publicitarios, los programas de mayor valor económico y de primera programación se transmiten por canales de televisión entre febrero y mayo y entre septiembre y noviembre. Esta lógica es especialmente cierta para los organismos de radiodifusión privados, que viven únicamente gracias a la publicidad.
Entre diciembre y enero y en el período de verano, las cadenas de televisión suelen utilizar abundantemente los productos de "utilidad repetida" (películas, ficción) especialmente en la reproducción a expensas de la "utilidad inmediata" (programas de producción como el entretenimiento , reality shows, análisis en profundidad, talk shows, etc.) y programas inéditos.
Por lo tanto, la planificación de la oferta de televisión tiene en cuenta esta subdivisión temporal para la preparación de los diversos géneros de televisión, con la ayuda de investigaciones y análisis de mercado cuantitativos y cualitativos.
Entre estos están las investigaciones:
- Cuantitativo: es decir, el comportamiento de reunión entre oferta y demanda (elección de visión, satisfacción general, aceptación, rechazo, etc.) en todos los componentes objetivos (quienes los realizan, con qué frecuencia, etc.).
- Cualitativo: profundizar la lógica y las motivaciones del sujeto hacia la oferta. Revelan las causas y las variables que determinan los comportamientos (experiencia, expectativas, necesidades). Definen los elementos para intervenir.

## El plan semanal
El diseño del "horario semanal" implica la definición de detalles diarios y para cada franja horaria (con especial atención al horario estelar) con dos semanas de anticipación en el horario. Cerrado, los diagramas detallados se envían a los semanarios para luego realizar las últimas actualizaciones de acuerdo con los sistemas de contraprogramación (por ejemplo, la elección del título de la película) a nivel de datos de escucha absolutos y análisis de objetivos que trabajan principalmente en las dos variables utilizadas de todas las redes: género / edad. La otra cosa muy importante cuando uno está en la fase de construcción del horario semanal es que uno debe saber bien quiénes son los "adversarios". Dos semanas antes del nacimiento del horario semanal es necesario hacer estimaciones de escucha, es decir, predecir el porcentaje de participación alcanzado por todos los programas de la semana, con especial atención al segmento de horario estelar. La compilación del cronograma, en esta fase de la programación, prevé la definición de los títulos y los tiempos de los programas, para poder proceder a las "articulaciones" necesarias:
- En el Day Time el esquema previsto en el horario "estacional" se repite sustancialmente, excepto por excepciones contingentes (eventos actuales extraordinarios, deportes, etc.);
- En el Prime Time es esencial afinar los días individuales con una selección cuidadosa de los títulos y las escalas que se programarán.

## Ejemplo de parrillaje
- De 6 a 7: Programa religioso o evangelista
- De 7 a 9 o de 7 a 10: Informativo matutino
- De 9 a 12 o de 10 a 13: Programas de actualidad y entretenimiento
- De 12 a 13 o de 13 a 14: Informativo diurno
- De 13 a 15 o 14 a 16: Farándula
- De 15 a 17 o 16 a 18: Telenovelas
- De 17 a 18 horas: Series animadas
- De 17 a 19 o de 18 a 20: Concursos o talk shows
- De 19 a 20 o de 20 a 21: Informativo central
- De 20 a 21 o de 21 a 22: Telenovelas o series de televisión
- De 20 a 22: Telenovelas, series de televisión o programas de entretenimiento
- De 22 a 24: Series de televisión o películas
- De 0 a 1: Informativo trasnoche
- De 1 a 3: Programa de televentas
- De 3 a 6: Fin de emisiones (en caso de que el canal tenga un cierre de emisiones).